# Čínský tributární systém
Čínský tributární systém (čínsky pchin-jinem Zhōnghuá cháogòng tǐxì, znaky zjednodušené 中华朝贡体系, tradiční 中華朝貢體系) nebo systém cche-feng (čínsky pchin-jinem cèfēng tǐzhì, znaky zjednodušené 册封体制, tradiční 冊封體制) byla síť zahraničně-obchodních vztahů ve východní Asii vytvořená postupem doby mezi čínskými říšemi a okolními státy. Systém vycházel z přesvědčení Číňanů, že jejich země je centrem civilizace a kultury, které je vzorem pro okolní svět. Nečínské státy byly v něm povinny přinášet tribut – například kočovníci ze severu a severozápadu koně, země jihovýchodní Asie koření a vzácná dřeva – čímž uznali své podřízené postavení, čínský císař poslům oplátkou věnoval dary – luxusní výrobky, hedvábí, čaj, mince – a povolil obchodovat.
Vzniklé obchodní vztahy byly vesměs vzájemně výhodné, zapojené země někdy získávaly bezpečnostní záruky a zpravidla zůstávaly politicky nezávislé. Prostřednictví tributárního systému, který usnadnil kulturní výměnu, čínské prvky hluboce ovlivnily kulturu sousedních zemí a vznikal tak sinocentrický mezinárodní pořádek, zejména v mingském (1368–1644) a čchingském (od poloviny 17. století) období, kdy tributární systém vzkvétal.
Tributnímu systému před rovnými obchodními styky dávali přednost stoupenci
konfuciánství, převažující oficiální ideologie čínských států od 2. století př. n. l. do začátku 20. století. Konfuciáni totiž chápali Čínu jako vzor civilizace napodobovaný více pro svou správnost a morální kvality než pro vojenskou či ekonomickou sílu. Volné obchodování proto zavrhovali jak kvůli nepřijatelné rovnosti čínské a cizí strany směny, tak kvůli kupeckému upřednostňování zisku před morálkou.

## V říši Ming
Chung-wu (vládl 1368–1398), zakladatel a první císař říše Ming (1368–1644) se snažil o kontrolu ekonomiky i společnosti, styky se zahraničím pro něj proto byly vážným rušivým prvkem. Proto se snažil zahraniční obchod omezit na tributní výměnu v rámci oficiálních diplomatických poselstev. Při nich okolní země odevzdáním tributu uznaly právoplatnost a nadřazenost mingské vlády. Oplátkou zahraniční delegace obdržely čínské zboží v hodnotě odpovídající tributu. Tímto způsobem se mingská vláda snažila zahraniční obchod dostat pod kontrolu a potlačit. Obecným důvodem omezování styků se zahraničím byla bezpečnost státu, v pozadí však byla i obava z odplynutí drahých kovů ze země.
Ke kontrole a provozování tributního obchodu vláda zřídila úřady ma-š’ (馬市, Úřady pro obchod s koňmi) na severu, čcha-ma-š’ (茶馬市, Úřady pro výměnu koní za čaj) na západě a š’-po (市舶, Námořní obchodní úřady) podél pobřeží. Od těchto úřadů museli obchodníci komplikovaně získávat povolení a souhlas s objemem i komoditami obchodu. Zahraniční obchodníci mohli přicházet pouze v rámci oficiálních poselstev, například Japoncům bylo dovoleno připlout do Ning-po pouze jednou za deset let v množství maximálně tří set lidí na dvou lodích.
V mingské době byla obdobím největšího rozvoje tributních vztahů první třetina 15. století, kdy – v rámci expanzivní zahraniční politiky císařů Jung-le a Süan-te – mingské loďstvo při plavbách Čeng Chea a dalších mořeplavců pravidelně navštěvovalo přístavy jihovýchodní Asie a jižní Indie a dostalo se až ke břehům východní Afriky a Persie.